# Tarzan
Tarzan je literární postava, hlavní hrdina cyklu dobrodružných knih amerického spisovatele Edgara Rice Burroughse. Cyklus líčí osudy potomka anglického lorda Greystoka, kterého po tragické smrti jeho rodičů v Africe vychová pralesní opice a který se brzy díky své síle a důvtipu stane nejmocnějším tvorem džungle. Další části série vyprávějí o jeho návratu do civilizace, kde se vlivem lásky k mladé Američance změní v gentlemana a o četných bojích jeho i jeho syna při své obraně i ochraně jiných jak v divočině tak i v civilizovaných zemích. Skládá se celkem z dvaceti čtyř dílů, z nichž dva vyšly knižně až po smrti autora.

## Přehled jednotlivých dílů cyklu

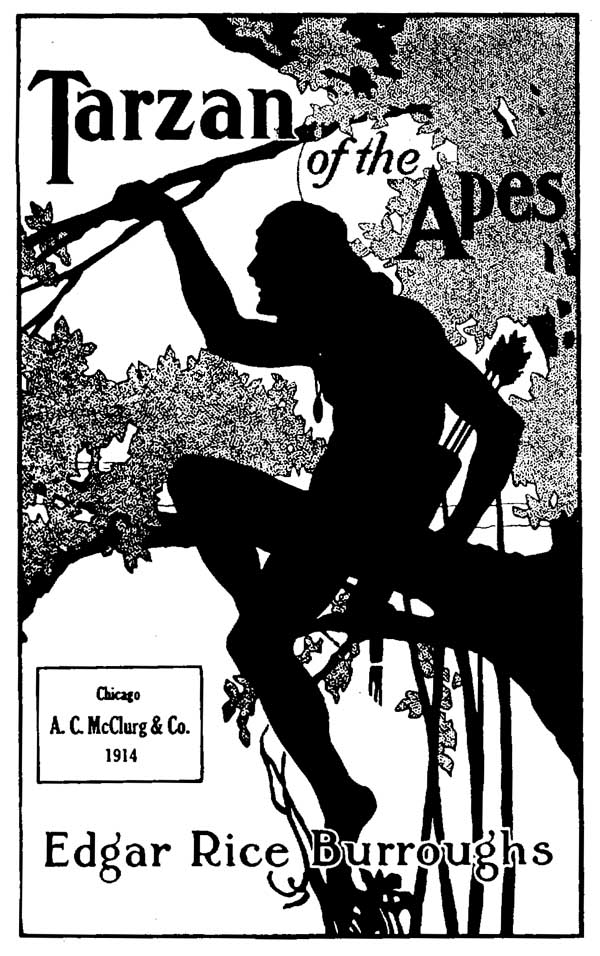
Obálka vydání prvního dílu z roku 1914.

1. Tarzan of the Apes (1912 časopisecky v „pulp časopise“ All-Story Magazine, 1914 knižně), česky jako Tarzan, syn divočiny nebo jako Tarzan z rodu Opů. Úvodní svazek cyklu, ve kterém se velká africká pralesní opice ujme po tragické smrti jeho rodičů nemluvněte v kolébce a dá mu jméno Tarzan (Bílá kůže). Chlapec se brzy díky své síle a důvtipu stane nejmocnějším tvorem džungle, jako dospělý mladý muž zjistí, že je potomkem anglického lorda Greystoka, vrátí se do civilizace a jeho vzrůstající cit k mladé Američance Jane Porterové jej změní v gentlemana.
2. The Return of Tarzan (1913 časopisecky, 1915 knižně), česky jako Tarzan, vězeň pralesa nebo jako Tarzanův návrat. Druhý díl cyklu líčí Tarzanův návrat do džungle, poté co se zřekl práva na ženu, kterou miluje, a ztratil zájem o lidskou civilizaci. Zde se stává vůdcem veleopů a náčelníkem černošské osady a dostane se do zlatého města Oparu, pozůstatku bájné Atlantidy, kde žijí zdivočelí nevzhlední muži a krásné a kruté ženy. Nakonec zachrání Jane Porterovou a zasnoubí se s ní.
3. The Beasts of Tarzan (1914 časopisecky, 1916 knižně), česky jako Zkrocené šelmy nebo jako Tarzanovy šelmy. Příběh třetího dílu cyklu začíná šťastnými chvílemi, které Tarzan se svou ženou Jane a synem Jackem prožívají v Londýně. Jack i Jane jsou však uneseni Tarzanovými nepřáteli a Tarzan se všemožně snaží je zachránit.
4. The Son of Tarzan (1915–1916 časopisecky, 1917 knižně), česky jako Tarzanův syn. Ústřední postavou čtvrtého dílu je Tarzanův syn Jack, který se postupně stává stejně silným a obratným jako jeho otec.
5. Tarzan and the Jewels of Opar (1916, česky jako Tarzan a poklad Oparu nebo jako Tarzan a klenoty Oparu. V pátém dílu je Tarzan nucen vydat se znovu do podzemního labyrintu tajuplného města Oparu, aby zde získal zlato, když ne vlastní vinou přišel o značnou část jmění.
6. Jungle Tales of Tarzan (časopisecky 1916–1917, knižně 1919), česky jako Tarzanova dobrodružství v džungli nebo jako Tarzanovy povídky z džungle. Pátý svazek cyklu je sbírkou dvanácti povídek odehrávající se v době Tarzanova mládí, kdy byl vychováván jako dítě mezi opicemi. Jde o tyto povídky:
  - Tarzan's First Love (1916, Tarzanova první láska)
  - The Capture of Tarzan (1916, Tarzanovo zajetí)
  - The Fight for the Balu (1916, Boj o balu)
  - The God of Tarzan (1916, Tarzanův bůh)
  - Tarzan and the Black Boy (1917, Tarzan a černý chlapec)
  - The Witch-Doctor Seeks Vengeance (1917, Bukawai osnuje pomstu)
  - The End of Bukawai (1917, Bukawaiův konec)
  - The Lion (1917, Lev)
  - The Nightmare (1917, Noční můra)
  - The Battle for Teeka (1917, Boj o Teeku)
  - A Jungle Joke (1917, Tarzanův žert)
  - Tarzan Rescues the Moon (1917, Tarzan zachraňuje měsíc)
7. Tarzan the Untamed (1920), česky jako Nezkrotný Tarzan nebo jako Tarzan nezkrotný. Sedmý díl líčí Tarzanovou pomstu na vrazích obyvatel jeho farmy a obsahuje vlastně dva příběhy původně vydané časopisecky: Tarzan and the Huns 1919 a Tarzan and the Valley of Luna (1920).
8. Tarzan the Terrible (1921 časopisecky i knižně), česky jako Obávaný Tarzan nebo Tarzan strašný. V osmém dílu hledá Tarzan svou unesenou ženu Jane v tajemném od světa odříznutém údolí Pal-ul-don, v jehož bezedných močálech ještě žijí obrovští pravěcí ještěři.
9. Tarzan and the Golden Lion (1922 časopisecky, 1923 knižně), česky jako Tarzan a zlatý lev nebo jako Lidé v jeskyních. V devátém dílu se Tarzan po návratu z Pal-ul-donu ujme osiřelého lvíčete a vychová si z něj věrného přítele.
10. Tarzan and the Ant Men (1924 časopisecky i knižně), česky jako Trpasličí muži nebo jako Tarzan a trpasličí muži nebo jako Tarzan a trpasličí lidé. Desátý díl líčí Tarzanův souboj s bojovníky, kteří sice dosahují sotva čtvrtiny Tarzanovy výšky, ale v boji jsou velmi nebezpeční.
11. Tarzan, Lord of the Jungle (1927–1928 časopisecky, 1928 knižně), česky jako Tarzan, pán džungle. V jedenáctém dílu Tarzan prožívá dobrodružství ve „ztraceném“ horském Údolí Božího hrobu, kde ještě žijí středověcí rytíři z řádu Templářů.
12. Tarzan and the Lost Empire (1928–1929 časopisecky, 1929 knižně), česky jako Tarzan a ztracená říše. Ve dvanáctém díle nachází Tarzan při hledání syna svého přítele v africkém tajemném údolí dvě poslední výspy někdejší Římské říše a musí bojovat v aréně jako gladiátor.
13. Tarzan at the Earth's Core (1929 časopisecky, 1930 knižně), česky jako Tarzan ve středu Země nebo jako Tarzan v nitru Země. Třináctý díl série o Tarzanovi je zároveň čtvrtým dílem jiného autorova cyklu Pellucidar a Tarzan v něm stoji v čele expedice, která se vydává do tajemné říše v nitru naší planety.
14. Tarzan the Invincible (1930–1931 časopisecky, 1931 knižně), česky jako Nepřemožitelný Tarzan nebo jako Tarzan nepřemožitelný. Čtrnáctý díl, vycházející původně pod názvem Tarzan, Guard of the Jungle, se odehrává opět v tajemném městě Oparu.
15. Tarzan Triumphant 1931–1932 časopisecky, 1932 knižně), česky jako Tarzan triumfující nebo jako Tarzan vítězný. V patnáctem dílu se Tarzan snaží zachránit aviatičku Barbaru ze spárů prastarých a nenávistných židovských náboženských fanatiků, kteří pro ní chystají smrt na kříži.
16. Tarzan and the City of Gold (1932 časopisecky, 1933 knižně), česky jako Tarzan a Zlaté město nebo jako Tarzan a město zlata. V šestnáctém dílu se Tarzan se dostane do města zlata, kde vládne šílená královna Nemone, která dává muže předhodit lvům.
17. Tarzan and the Lion Man 1933–1934 časopisecky, 1934 knižně), česky jako Tarzan a lví muž. V sedmnáctém dílu Tarzan zachraňuje výpravu, která chce v Africe natočit dobrodružný film a je napadena divokými domorodci.
18. Tarzan and the Leopard Men (1935 časopisecky i knižně]), česky jako Tarzan a leopardí muži. V osmnáctém dílu bojuje Tarzan s leopardími muži, kteří vyhledávají oběti pro své kruté rituály.
19. Tarzan's Quest (1935 časopisecky, 1936 knižně), česky jako Tarzanovo pátrání. Devatenáctý díl pojednává o snaze Tarzana odhalit tajemství staré legendy vyprávějící o tajemném městě Kavuru a záhadném kmeni bílých divochů.
20. Tarzan and the Forbidden City (1938), česky jako Tarzan a zakázané město. Dvacátý díl se odehrává v tajemném africkém údolí, kde leží zakázané město Ashair.
21. Tarzan the Magnificent (1939), česky jako Tarzan velkolepý. Dvacátý první díl cyklu obsahuje dva příběhy původně vydané časopisecky: Tarzan and the Magic Men 1936 a Tarzan and the Elephant Men (1937–1938). Tarzan se zde dostane do země Kaji obývané divokými ženami, kterým vládne nelístostný kouzelník.
22. Tarzan and the Foreign Legion (1947), česky jako Tarzan a cizinecká legie. Ve dvacátém druhém dílu pomáhá Tarzan v sumatránské džungli sestřeleným americkým vojákům ubránit se japonským okupantům.
23. Tarzan and the Madman (1964), česky jako Tarzan a šílenec. Dvacátý třetí díl cyklu byl napsán v roce 1940 a vyšel až po autorově smrti. Tarzan v něm hledá v pralese šíleného muže, který se vydává za něho a unáší domorodým kmenům jejich ženy.
24. Tarzan and the Castaways (1965), česky jako Tarzan a ztracenci. Poslední, posmrtně vydaný dvacátý čtvrtý díl cyklu, obsahuje tři příběhy dříve vydané časopisecky: první, Tarzan and the Castaways (1941), se odehrává na neznámém tichomořském ostrově, ve druhém, Tarzan and the Champion' (1940), se Tarzan střetává se světovým šampiónem těžké váhy, a ve třetím, Tarzan and the Jungle Murders (1940), řeší záhadu tajemné vraždy v pralese.

## Další autorova díla související s cyklem
- The Eternal Lower (1925, Věčný milenec), původně časopisecky jako dva příběhy – The Eternal Lover (1914) a Sweetheart Eternal (1915). Kniha vypráví příběh sestry a bratra Custerových, kteří jsou hosty na Tarzanově africké farmě, přičemž do dívky se zamiluje lovec z doby kamenné, magicky přenesený do přítomnosti.
- The Mad King (1926, Šílený král), původně časopisecky jako dva příběhy – The Mad King (1914) a Barney Custer of Beatrice (1915), pokračování předcházející knihy.
- The Tarzan Twins, česky jako Tarzanova dvojčata. Jde o dvě novely určené dětským čtenářům. První z nich, The Tarzan Twins je z roku 1927, druhá se jmenuje Tarzan and the Tarzan Twins a je z roku 1936. Souborné vydání je z roku 1963.
- Tarzan: the Lost Adventure (1995), dopsal Joe R. Lansdale, česky jako Tarzan - ztracené dobrodružství. Jde o Lansdalem dopsaný poslední a nedokončený Burroughsův rukopis. Tarzan v něm v Africe hledá tajemný Ur, ztracené město zlata. Na konci příběhu je při zkáze města zavalen v hluboké jeskyni, odkud se vydává do Pellucidaru, do tajemné říše v nitru naší planety.

## Ohlasy cyklu v dílech jiných autorů
Následující přehled obsahuje díla, ve kterých buď Tarzan přímo vystupuje, nebo jsou jeho postavou ovlivněna.

### Zahraniční autoři
- Fritz Leiber: Tarzan and the Valley of Gold (1966),
- Philip José Farmer: Tarzan Alive (1972), Hadon of Ancient Opar (1974), Flight to Opar (1976), The Dark Heart of Time (1999),
- Robert Anthony Salvatore: Tarzan: The Epic Adventures (1996).

### Čeští autoři
- Zdeněk Matěj Kuděj: Tarzanova babička (1926), parodie z pera prvního českého překladatele Tarzana, ve které její autor převrací naruby všechny ustálené zvyklosti cyklu a dovádí je ad absurdum.
- Josef Nesvadba: Tarzanova smrt (1958), povídka odehrávající se v éře nastupujícího nacismu v Německu.

## Adaptace

### Film a televize

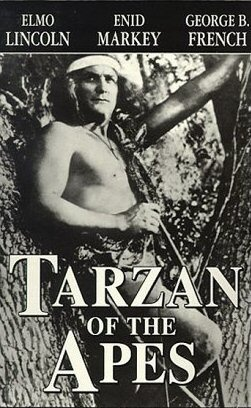
Plakát k americkému němému filmu z roku 1918.

V on-line databázi Internet Movie Database je možno nalézt 89 filmových a televizních titulů s Tarzanem v názvu, které vznikly v letech 1918 až 2005. Prvním z nich byl americký němý film Tarzan of the Apes režiséra Scotta Sidneyho s Elmo Lincolnem v hlavní roli. K nejpopulárnějším představitelům Tarzana patřili Johnny Weissmüller (v letech 1932 až 1948 natočil dvanáct filmů o Tarzanovi), pozdější představitel Old Shatterhanda Lex Barker (pět filmů v letech 1949 až 1953) a Gordon Scott (šest filmů v letech 1955 až 1960). Velmi známý je i film Příběh Tarzana, pána opic režiséra Hugh Hudsona s Christopherem Lambertem v roli Tarzana z roku 1984. Oblíbeným byl také americký animovaný film Tarzan z produkce Walta Disneyho z roku 1999.
První televizní seriál o Tarzanovi, nazvaný jednoduše Tarzan, byl vysílán v letech 1966-1968. Byl dílem amerického producenta Sye Weintrauba, měl 57 epizod a v hlavní roli se objevil Ron Ely. V dalších desetiletích vzniklo několik seriálů, např. koprodukční Tarzan v letech 1991–1994 či americký Tarzan z roku 2003.

### Divadlo
V divadle na Broadway se Tarzan hrál již roku 1924 s Ronaldem Adairem v titulní roli. Roku 1976 napsal Richard O'Brien na motivy Tarzana muzikál s názvem T. Zee. Podle filmu Walta Disneyho z roku 1999 vznikl roku 2006 muzikál Phila Collinse.

### Komiks
Na motivy Tarzana vznikla celá řada komiksů. K prvním z nich patří v novinách vycházející seriál z roku 1929 ilustrovaný Halem Fosterem. Nejznámější je sešitově vydávaný komiks Joea Kuberta z let 1972–1976.
Z naší produkce je třeba zmínit obrázkový seriál Jaromíra Kyncla a Gustava Kruma Tarzanův návrat, který vycházel v čtrnáctideníku Zápisník v letech 1968–1969 a dočkal se také dvou knižních vydání.

## Česká vydání

### Vydání knih cyklu do roku 1948
- Prvním vydavatelem Tarzana u nás byl pražský nakladatel Antonín Svěcený, který v letech 1920 až 1922 vydal sedm dílů, všechny v překladu Zdeňka Matěje Kuděje:
  - Tarzan I. (1920),
  - Tarzan II. – Tarzanův návrat (1920),
  - Tarzan III. – Tarzanovy šelmy (1920),
  - Tarzan IV. – Tarzanův syn (1921),
  - Tarzan V. – Tarzan a klenoty z Oparu (1921),
  - Tarzan VI. – Tarzanovy povídky z džunglí (1921),
  - Tarzan VII. – Tarzan nepřemožitelný (1922), zřejmě nejde o díl s původním názvem Tarzan the Invincible, který začal vycházet až v roce 1930.
- Roku 1926 vydal nakladatel Ladislav Šotek román Tarzan a zlatý lev v překladu Jiřího Macáka.
- Dalším předválečnýn vydáním byl jedenáctisvazkový Tarzan vydaný v letech 1937 až 1939 v pražském nakladatelství Toužimský a Moravec s ilustracemi Jiřího Wowka. Nakladatel však dával jednotlivým svazkům své vlastní názvy a také zcela nerespektoval původní autorovo rozdělení do jednotlivých dílů:
  1. Syn divočiny (1937), přeložil Zdeněk Matěj Kuděj a Vl. Zelenka
  2. Vězeň pralesa (1937), přeložil Zdeněk Matěj Kuděj,
  3. Návrat z džungle (1937), přeložil Zdeněk Matěj Kuděj,
  4. Lovec s vrcholku stromů (1938), přeložil Zdeněk Matěj Kuděj,
  5. Veliký Bwana (1938), přeložil Zdeněk Matěj Kuděj,
  6. Zkrocené šelmy (1938), přeložil Zdeněk Matěj Kuděj,
  7. Pán lvů (1938), přeložil J. J. Svoboda,
  8. Leopardí muži (1939), přeložil J. J. Svoboda a J. Vorel,
  9. Lidé v jeskyních (1939), přeložil J. J. Svoboda,
  10. Trpasličí muži (1939), přeložil J. J. Svoboda,
  11. Tarzanova dobrodružství v džungli (1939), přeložil Zdeněk Matěj Kuděj.

### Vydání knih cyklu po roce 1948
- Po komunistickém převratu v roce 1948 nesměly u nás knihy o Tarzanovi (zřejmě pro malou ideovost) dlouho vycházet. Teprve roku 1966 začal časopis Pionýr (později Větrnik) otiskovat na pokračování poněkud zkrácený text románu (převyprávěl Svatopluk Hrnčíř) a s celostránkovými ilustracemi Zdeňka Buriana. Do roku 1971 se tak podařilo vydat na pokračování první tři díly cyklu (první dva vyšly dokonce v sešitovém vydání), než bylo vydávání Tarzana zase na dlouho dobu zastaveno.
  - Tarzan, syn divočiny, Tarzan, vězeň pralesa, Tarzanovy šelmy, časopis Pionýr, resp. Větrník, ročník 14–18, (1966–1971),
  - Tarzan, syn divočiny, Mladá fronta, Praha 1969, zkrácené sešitové vydání,
  - Tarzan, vězeň pralesa, Mladá fronta, Praha 1970, zkrácené sešitové vydání.
- Jako první se po roce 1989 ujalo vydávání Tarzana pražské nakladatelství Magnet-Press, které v letech 1990–1993 vydalo ve zkráceném sešitovém vydání šestnáct dílů cyklu:
  1. Syn divočiny (1990), adaptace Svatopluk Hrnčíř, ilustrace Zdeněk Burian,
  2. Vězeň pralesa (1990), adaptace Svatopluk Hrnčíř, ilustrace Zdeněk Burian,
  3. Tarzanovy šelmy (1990), adaptace Svatopluk Hrnčíř, ilustrace Zdeněk Burian,
  4. Tarzanův syn (1991), adaptace Svatopluk Hrnčíř, ilustrace Jiří Wowk,
  5. Tarzan a poklad Oparu (1991), adaptace Svatopluk Hrnčíř, ilustrace Jiří Wowk,
  6. Tarzan a zlatý lev (1992), přeložil a upravil Leo Kustoš, ilustrace Milan Fibiger,
  7. Nezkrotný Tarzan (1992), přeložil a upravil Leo Kustoš, ilustrace Milan Fibiger,
  8. Obávaný Tarzan (1992), přeložil a upravil Leo Kustoš, ilustrace Milan Fibiger,
  9. Tarzan a trpasličí muži (1992), přeložil a upravil Leo Kustoš, ilustrace Milan Fibiger,
  10. Tarzanova dvojčata (1992), přeložil a upravil Leo Kustoš, ilustrace Milan Fibiger,
  11. Tarzan, pán džungle (1992), přeložil a upravil Leo Kustoš, ilustrace Milan Fibiger,
  12. Tarzan a ztracená říše (1993), přeložil a upravil Leo Kustoš, ilustrace Milan Fibiger,
  13. Tarzan ve středu Země (1993), přeložil a upravil Leo Kustoš, ilustrace Milan Fibiger,
  14. Nepřemožitelný Tarzan (1993), přeložil a upravil Leo Kustoš, ilustrace Milan Fibiger,
  15. Tarzan triumfující (1993), přeložil a upravil Leo Kustoš, ilustrace Milan Fibiger,
  16. Tarzan a zlaté město (1993), přeložil a upravil Leo Kustoš, ilustrace Milan Fibiger.
- Úplné a nezkrácené vydání cyklu o Tarzanovi vyšlo až v letech 1991–1996 v pražském nakladatelství Paseka v překladu Václava Procházky s ilustracemi Richarda Peška. Roku 1998 připojilo toto nakladatelství k vydaným dvaceti čtyřem svazkům Joem R. Lansdalem dopsaný poslední a nedokončený Burroughsův příběh o Tarzanovi v překladu Jana Kantůrka a s ilustracemi Garyho Gianniho. Kompletní vydání má tedy těchto pětadvacet dílů:
  1. Tarzan z rodu Opů (1991),
  2. Tarzanův návrat (1992),
  3. Tarzanovy šelmy (1992),
  4. Tarzanův syn (1992),
  5. Tarzan a klenoty Oparu (1992),
  6. Tarzanovy povídky z džungle (1993),
  7. Tarzan nezkrotný (1993),
  8. Tarzan strašný  (1993),
  9. Tarzan a zlatý lev  (1993),
  10. Tarzan a trpasličí lidé (1994),
  11. Tarzan, pán džungle (1994),
  12. Tarzan a ztracená říše (1994),
  13. Tarzan v nitru Země (1994),
  14. Tarzan nepřemožitelný (1994),
  15. Tarzan vítězný (1994),
  16. Tarzan a město zlata (1994),
  17. Tarzan a lví muž (1995),
  18. Tarzan a leopardí muži (1995),
  19. Tarzanovo pátrání (1995),
  20. Tarzan a zakázané město (1995),
  21. Tarzan velkolepý (1995),
  22. Tarzan a šílenec (1996),
  23. Tarzan a cizinecká legie (1996),
  24. Tarzan a ztracenci (1996).
  25. Tarzan : ztracené dobrodružství (1998).
- Nakladatelství Albatros v Praze
  1. Tarzan z rodu Opů (2012), adaptace Svatopluk Hrnčíř, ilustrace Zdeněk Burian,
  2. Tarzanův návrat (2012), adaptace Svatopluk Hrnčíř, ilustrace Zdeněk Burian.
  3. Tarzanovy šelmy (2013), adaptace Svatopluk Hrnčíř, ilustrace Zdeněk Burian.

### Vydání komiksů a dalších děl
- Tarzan, ilustrovaný seriál, VSS Bratislava 1969,
- Tarzanův návrat, Comet 1991, napsal Jaromír Kyncl, ilustrace Gustav Krum, vydání obrázkového seriálu, který původně vycházel v čtrnáctideníku Zápisník v letech 1968–1969, znovu vyšlo roku 2002 v publikaci Velká kniha komiksů - Gustav Krum, BB art, Praha 2002.
- Tarzan, Egmont ČR, Praha 2000, vypráví Pavel Šrut, kniha pro děti podle stejnojmenného animovaného filmu z produkce Walta Disneyho.
- Tarzan, Egmont ČR, Praha 2006, vypráví Pavel Cmíral, kniha pro děti podle stejnojmenného animovaného filmu z produkce Walta Disneyho.
- Joe Kubert: Tarzan, BB art, Praha 2010, překlad Ľudovít Plata, prvních osm sešitů.